# Weschnitzpluton

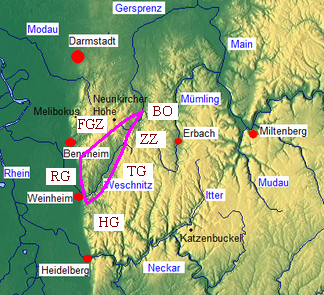
Weschnitzpluton des Kristallinen Odenwaldes und angrenzende geologische Einheiten: Flasergranitoidzone (FGZ), Böllsteiner Odenwald (BO), Zwischenzone (ZZ), Trommgranit (TG), Heidelberger Granit (HG), Rheingraben (RG). Weitere Regionen: Frankenstein-Komplex, Buntsandstein-Odenwald

Der Weschnitzpluton ist der größte Gesteinskomplex des Kristallinen Odenwalds. Sein Ausbiss bildet ein Dreieck zwischen Heppenheim, Weinheim und Reichelsheim mit dem namengebenden Odenwälder Weschnitztal als Kernbereich. Er besteht im Wesentlichen aus Granodioriten, die im späten Unterkarbon vor etwa 333 bis 329 Millionen Jahren auskristallisierten, und repräsentiert somit einen Abschnitt der Variszischen Gebirgsbildung (siehe dazu auch → Geologie des Odenwaldes).

## Der Granodiorit des Weschnitzplutons
Der in früheren Kartierungen als Hornblendegranit (Gh) bezeichnete Pluton wird heute als Granodiorit eingeordnet, der bei der Gebirgsbildung vermutlich als „intrusives Regenerat“ aus älteren, schon vor der Gebirgsbildung vorhandenen Beständen aufbereitet wurde.
Das grau-weiße Gestein besteht bei recht gleichmäßiger Körnung vor allem aus den hellen Gemengeteilen Quarz, Kalifeldspat und Kalknatronfeldspat (Plagioklas) und nur zum geringen Teil aus dunklem Glimmer (Biotit) oder Hornblende. Die durchschnittliche mineralogische Zusammensetzung liegt bei etwa 50 % Plagioklas, 20 % Quarz, 15 % Biotit, 10 % Kalifeldspat und 7 % Hornblende.

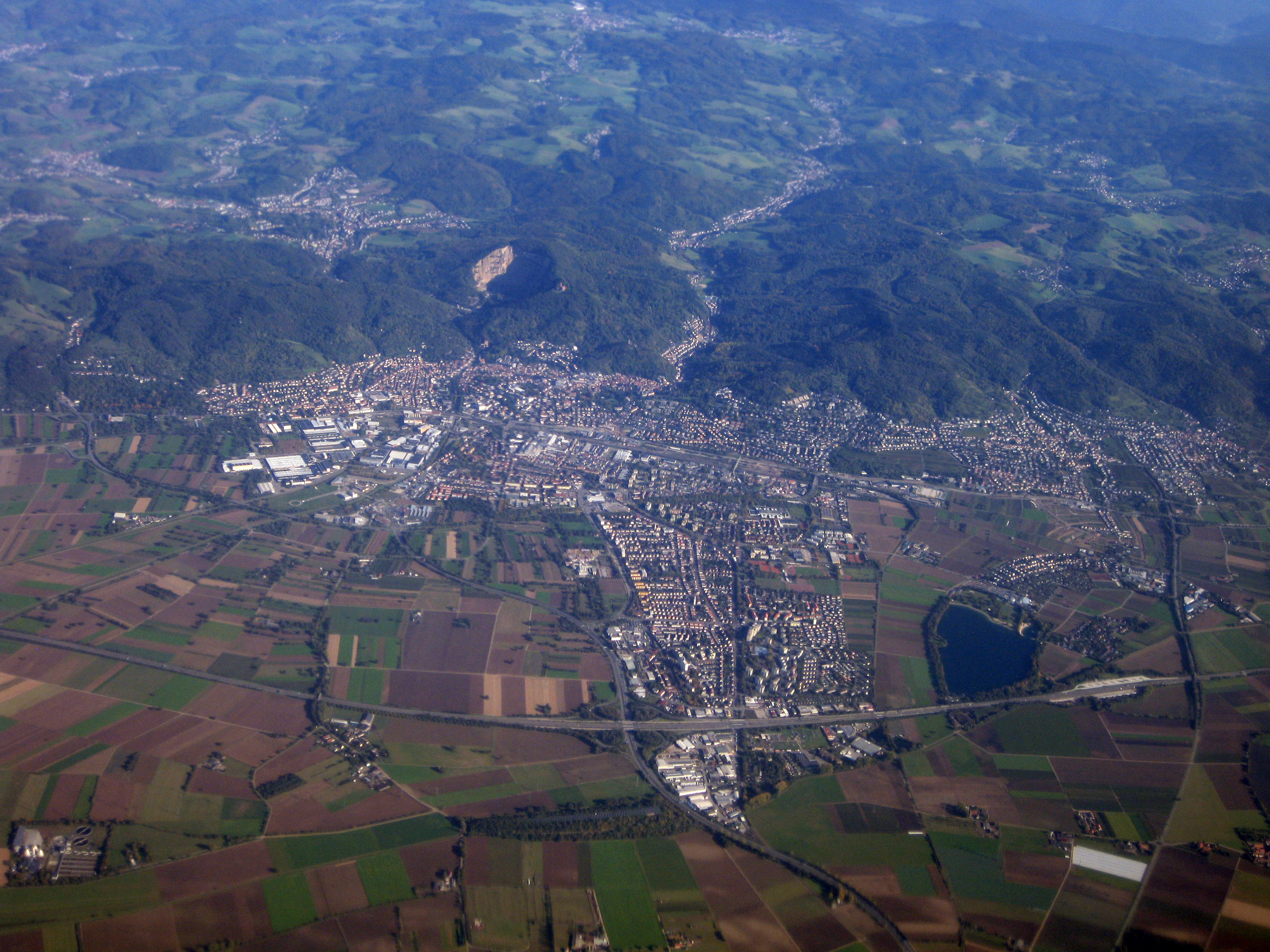
Luftbild von Weinheim (Blick von Westen) mit dem Übergang vom Oberrheingraben zum Odenwald, quer in etwa durch die Bildmitte verlaufend. Links (Norden) die Weschnitzpluton-Einheit mit Saukopf-Gebirgsrücken, Birkenauer und Reisener Weschnitztal. Die östlich der Talgemeinden verlaufenden Hänge und Berge, beginnend hinter dem Rhyolith-Steinbruch des Wachenberges, werden durch Trommgranit, vermischt mit anderen Granitoiden und Gneisen gebildet. Rechts (südlich) des Grundelbach- bzw. Gorxheimertals (Bildmitte) beginnt das Gebiet des Heidelberger Granits mit eingeschlossenen Granitoid- und Schiefergneisschollen.

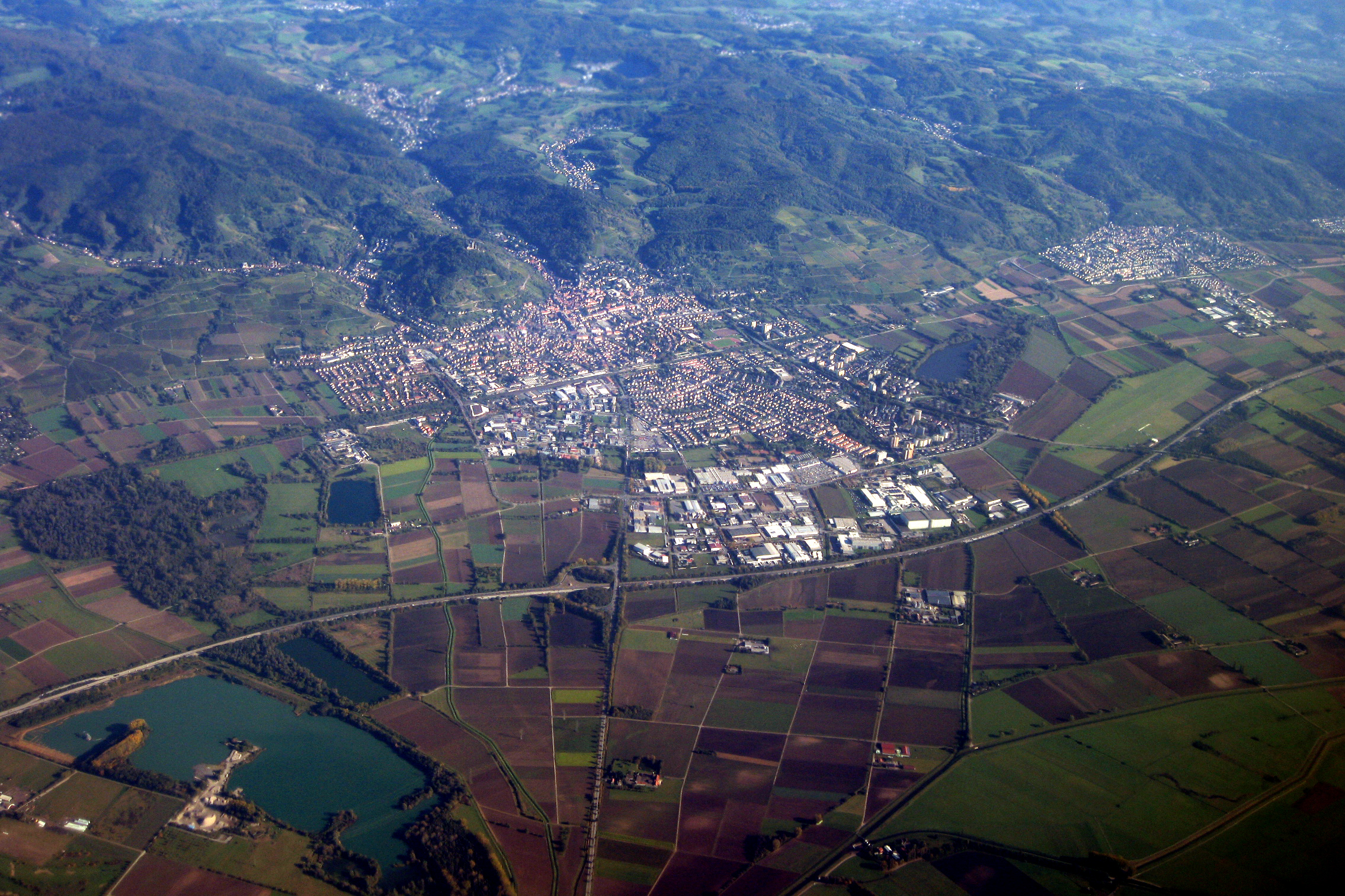
Der Odenwald-Gebirgsrand bei Heppenheim (Mitte) und Laudenbach (rechts) mit Blick von Westnordwest. Die Tallagen zeichnen sich durch relativ schmale waldlose Streifen aus, die sich nach Osten zur Beckenlandschaft des Weschnitztals (im Hintergrund mit Fürth, Rimbach, Mörlenbach und das in den Überwald führende Weiherer Tal, von links nach rechts) verbreitern und z. T. vereinigen. Die nördliche Grenze des Weschnitzplutons verläuft in etwa entlang des Kirschhausener Tals (beginnend rechts der Starkenburg im linken Teil der oberen Bildmitte). In der zentralen oberen Bildmitte kann man dem Erbacher- bzw. (rechts davon) dem Laudenbacher Tal bis zur Juhöhe (östlich des Steinbruchs) folgen. Die Waldgebiete markieren die Granodiorit-Höhenzüge: 1) der schmale Rücken zwischen Kirschhausener und Erbacher Tal in der oberen Bildmitte und 2) der breite Rücken zwischen Heppenheim und Weinheim (zwischen Erbacher Tal und oberem rechtem Bildrand).

Solche Formationen sind noch in Steinbrüchen aufgeschlossen, in denen der Granodiorit für Bausteine sowie Straßenschotter abgebaut wurde bzw. wird: vor allem an beiden Hängen des Gebirgszugs der Juhöhe z. B. bei Nieder-Liebersbach, Kirschhausen, Wald-Erlenbach, Mitlechtern oder Sonderbach, wo am Nordfuß der Kohlplatte (Juhöhe) der Weschnitzpluton mit Pegmatit- und Schiefergneis-Schollen sowie Lamprophyr- und Aplit-Gängen durchsetzt ist.

## Tektonische Prozesse
Durch die Kontinentalverschiebung drifteten in der Devon- und Karbon-Zeit (vor etwa 380-320 Mio. Jahren) kleine Kontinente und Inseln aufeinander zu. Infolge der Zusammenschiebungen wurden einmal Gesteine tief in die Erdkruste versenkt (Subduktion) und in ca. 15 Kilometer Tiefe aufgeschmolzen, zum Zweiten – zusammen mit Magmagesteinen – langsam wieder in die Erdkruste hochgedrückt, wo sie im Laufe von 60 Millionen Jahren allmählich abkühlten und auskristallisierten. So entstand das Variszische Gebirge, zu dem der Odenwald zählt.
Bei den tektonischen Prozessen rissen immer wieder in den Gesteinsmassen Spalten auf, in welche Schmelzen eindrangen und dort zu Ganggesteinen auskristallisierten, beispielsweise die Kersantit-Gänge auf der Juhöhe am Hang zur Bergstraße (Steinmauer) oder der erzführende (u. a. Kupfer, Eisen und Mangan) Schwerspat- und Quarzhärtling des Hinkelstein westlich von Ober-Liebersbach.(s. Naturdenkmäler im Weschnitzpluton) Auch wurden ältere Granodioritbestände durch jüngere aplitartige Granite durchtrümmert wie zwischen Ober-Liebersbach und Bonsweiher.
In der Fachliteratur werden sowohl die Entstehung der verschiedenen Formationen des Kristallinen Odenwaldes wie auch die Abgrenzungen gegenüber den benachbarten Einheiten in Verbindung mit den tektonischen Prozessen diskutiert. Unterschiedliche Auffassungen gibt es bezüglich der Abgrenzung der südlichen Granit- und Granodioritkomplexe gegenüber der zentralen →Flasergranitoidzone.
Willner (1991) und Krohe (1994) beschreiben, wie Altherr, eine Störungszone (strike-slip zone) als Grenze zwischen der Flasergranitoidzone und dem Weschnitzpluton und betonen die Unterschiede der Intrusionsstrukturen: Im südlichen Teil des Bergsträßer Odenwalds treten die Intrusionen als große nach oben dringende Plutone auf, wohingegen sie der zentralen Region meistens eine enge und komplexe Verbindung eingehen. Deshalb teilen sie den Bergsträßer Odenwald in zwei unabhängige tektonisch-metamorphische Einheiten (unit 2 und unit 3). Stein dagegen fasst die Flasergranitoidzone mit Weschnitzpluton, Trommgranit und →Heidelberger Granit zusammen, da er keine Störungszone ermitteln konnte.
Für diese Annahme sprechen u. a. Radiometrische Messungen von Kreuzer und Harre, Rittmann (1984) und Todt (1995). Sie zeigen weder eine bedeutende Zeitdifferenz zwischen den Intrusionen noch zwischen den Höhepunkten der Metamorphosen in beiden units: 235Uran/207Blei- und 238Uran/206Blei-Datierungen an Zirkonen von Metamorphiten, die aus Sedimenten entstanden sind, des zentralen (336–337 Mio. Jahre) und des südlichen Bergsträßer Odenwalds (342 Mio. Jahre, 332 Mio. Jahre) beziehen sich auf thermale Spitzen der regionalen Metamorphose. Die anschließende Abkühlungsgeschichte ist hergeleitet von Kalium-Argon- und 40Argon/39Argon Werten von Hornblende (343-335 Mio. Jahre; 334 Mio. Jahre) und Biotit (328-317 Mio. Jahre; 330 Mio. Jahre). Die weitere Beweisführung ist unter Flasergranitoidzone aufgeführt.

## Das heutige Landschaftsbild des Weschnitztals
Seit einigen Millionen Jahren bildet der Weschnitzpluton kein Gebirgsmassiv mehr, sondern ein weiträumiges intramontanes Becken, das nur gegen den Rheingrabenrand durch einen Granodiorit-Höhenzug begrenzt wird. Die Mehrzahl der das Weschnitztal im Norden, Osten und Süden umgebenden Berge gehören anderen geologischen Einheiten an (s. Karte):
- In der südwest-nordost-gerichtet verlaufenden Flasergranitoidzone mischen sich durch Kontaktmetamorphose aufgeschmolzene Altbestände (Gneise, Schiefer) mit Granitoid-Intrusionen, ähnlich im Granitoid-Schollen-Agglomerat zwischen Wald-Michelbach und Weinheim.
- Der Trommrücken und sein Westhang bestehen aus vor ca. 320 Millionen Jahren intrudierten Trommgraniten.
- Der Wachenberg bei Weinheim ist der Rest eines Vulkanschlots aus Rhyolith. Vor etwa 260 Millionen Jahren durchbrach hier im Ober-Rotliegenden an einer alten Störungszone und in der Nähe des heutigen Rheingrabenbruchs ein Vulkan die damals bereits bis auf eine Rumpffläche abgetragenen Granitgesteine (Weiteres unter Geologie des Odenwaldes).

Das heutige abwechslungsreiche Landschaftsbild mit den welligen zertalten Kuppen entwickelte sich im Tertiärzeitalter. Ausgelöst durch die Absenkung des Oberrheingrabens vor 45 Millionen Jahren zerbrachen Erschütterungen das Gebiet des heutigen Odenwaldes in Gebirgsblöcke und Gräben. Das andauernd absinkende Rheintal legte auch die Erosionsbasis für die Weschnitz und ihre Seitenbäche, die meistens die Namen anliegender Ortschaften tragen, immer tiefer, so dass sich die Flüsse zunehmend ins Gestein einschnitten. Dabei fand die größte Erosion im Tertiär statt, während beispielsweise die Weschnitz bei Fürth zu Beginn der Eiszeit vor ungefähr 2 Millionen Jahren weniger als 50 m über dem heutigen (200 m über NN) Niveau floss, was altpleistozäne Schotter beweisen. In den Jahrmillionen zuvor hatte der Fluss das Erzberg (475 – 484 m) – Gebiet ungefähr 240 m durchschnitten und außerdem die Schichten darüber, die heute weggeräumt sind.
Außerdem begünstigte das warmfeuchte Klima dieser Zeit die Verwitterung. So wurden nicht nur die mächtigen Buntsandstein- und Muschelkalkschichten, die sich im Mesozoikum auf dem Granitsockel des Gebirges abgelagert hatten (Weiteres unter Geologie des Odenwaldes), zerkleinert und durch die Flüsse erodiert, sondern ebenfalls der wieder freigelegte kristalline Bergrumpf.
In diesem Zusammenhang entstanden die Granit-Felsburgen (s. Naturdenkmäler im Weschnitzpluton): Die oberen Partien auf dem Höhenrücken der Juhöhe zerrissen in Blöcke und die anschließende Chemische Verwitterung rundete sie ab (Wollsackverwitterung). Zuerst waren sie noch umgeben von einer bis 30 m tiefen Vergrusung, später spülten Regengüsse den Grus auf die Hänge (Hangschuttdecken) und ins Tal, wo ihn die Bäche abtransportierten, und legten die Granodioritfelsen frei, die teilweise in Auftauphasen Ende der Eiszeit auf dem Permafrostboden talabwärts rutschten und Blockmeere bildeten.
Schwerspat-Quarzgänge, wie die des Hinkelstein zwischen Ober-Liebersbach und Balzenbach oder des Steinböhl zwischen Klein-Breitenbach und Groß-Breitenbach, widerstanden wegen ihrer Härte der Verwitterung mehr als der sie umgebende Granodiorit. Deshalb wurden sie zwischen den weicheren Gesteinen als Bergrücken herausmodelliert.
Ähnlich wie bei den anderen Granitoid-Einheiten des Bergsträßer Odenwaldes ist vermutlich auch vom Weschnitzpluton nur der Ostteil erhalten geblieben. Der Rest des Plutons dürfte, zusammen mit den auf ihm lagernden Sedimentschichten, bis zu 3,5 km (Ende des Tertiärs: bis 4 km) tief im Rheingraben versunken sein, als dieser, in Verbindung mit einer Rift-Zone vom Mittelmeer bis an die Nordsee, einbrach und durch Nachrutschen der damaligen Oberfläche und des Verwitterungsschuttes sogleich immer wieder aufgefüllt wurde.

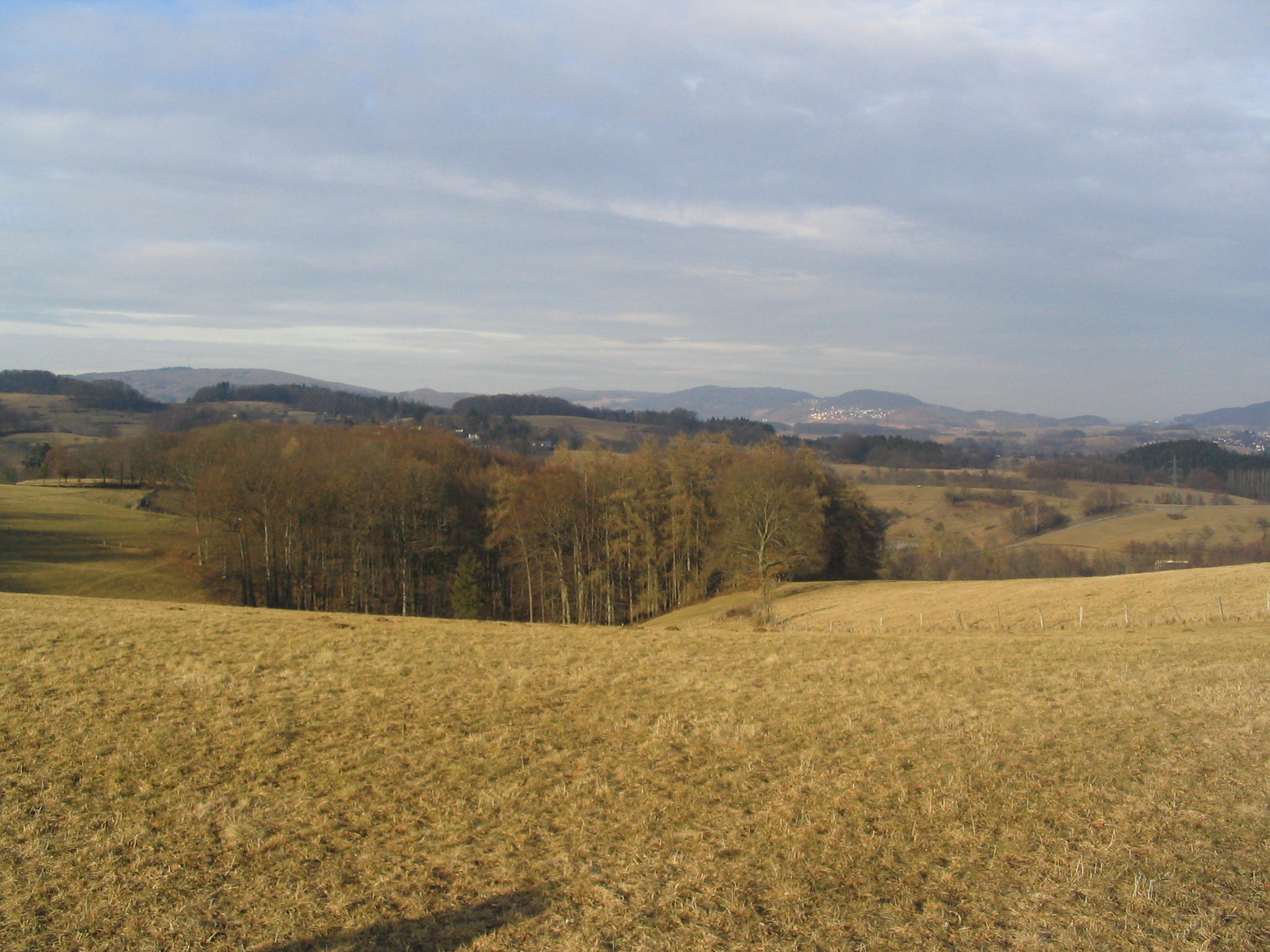
Weschnitzpluton-Höhen mit Schiefer-Diorit-Flasergranitoid-Gabbro-Granit-Ketten (Krehberg–Neunkircher Höhe-Lindenfels), Gumpener Kreuz (WP) und Großes Köpfchen (Trommgranit) im Norden (Panorama: Bilder 1–6)
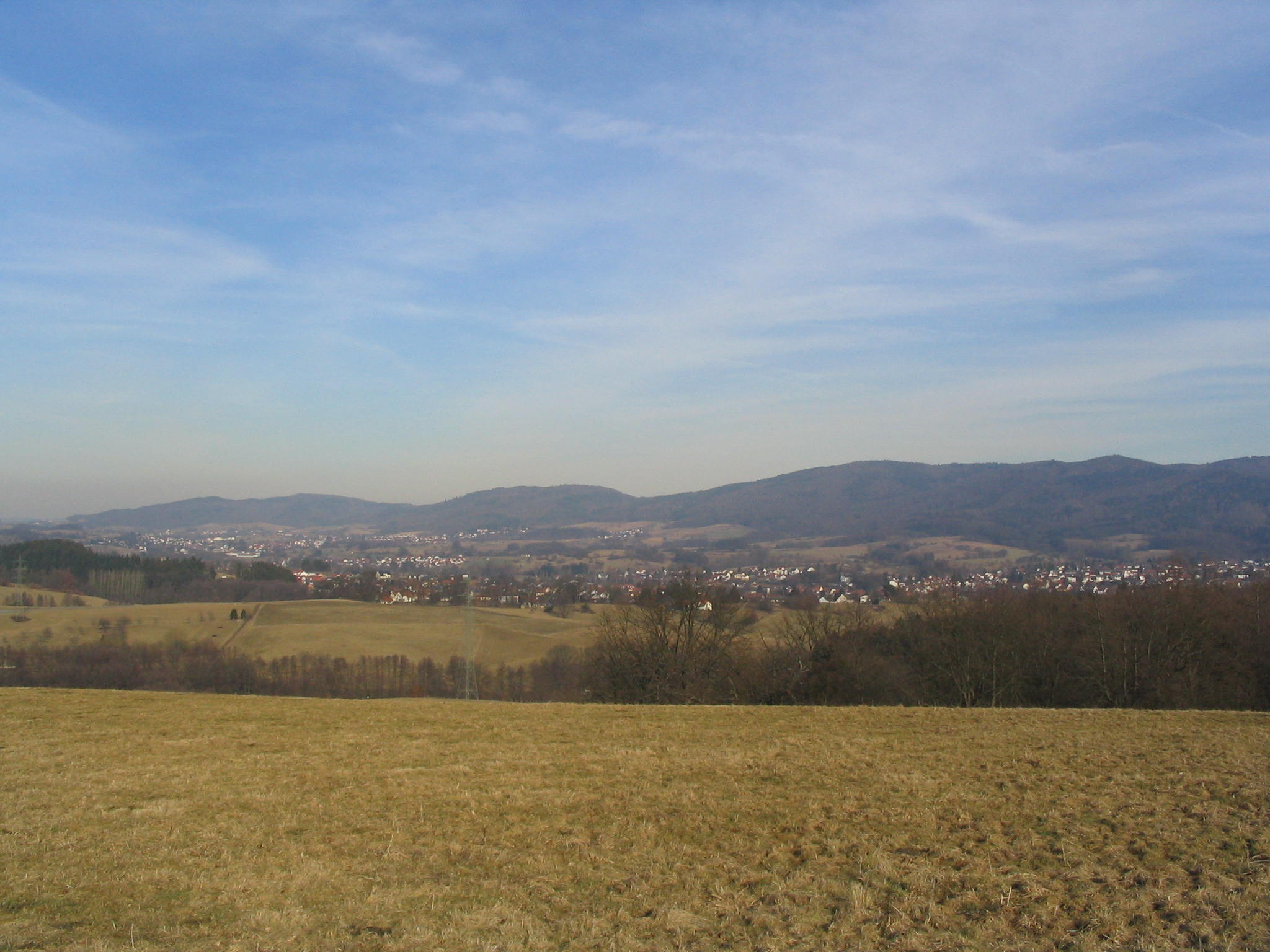
Weschnitzpluton-Hügel (Richtung Rimbach, Fürth) mit nordöstlicher Trommgranit-Kette (Großes Köpfchen-Wagenberg)
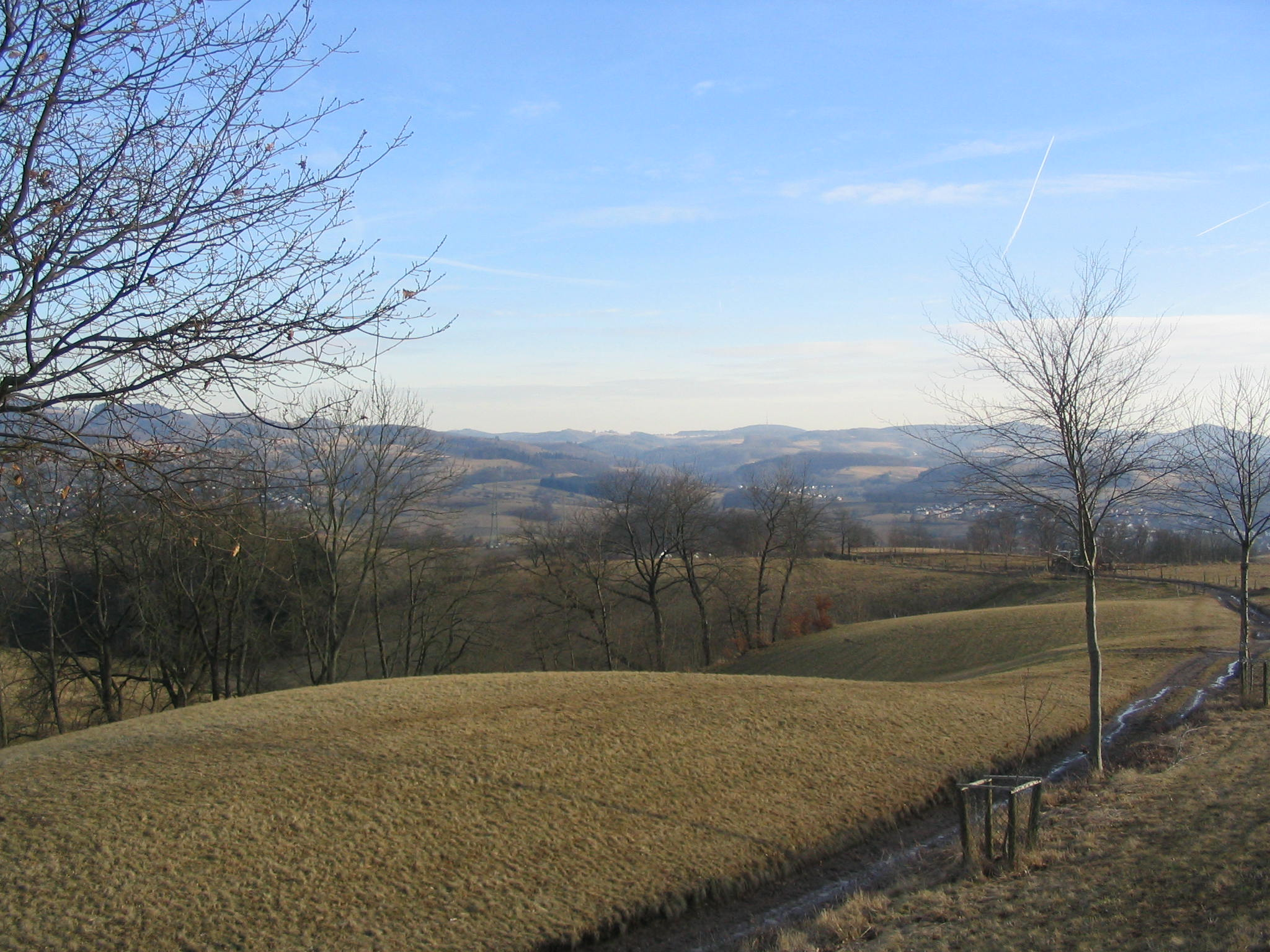
Granodiorit-Landschaft (Richtung Mörlenbach) mit östlich angrenzender Trommgranit-Kette (Schimmelberg-Götzenstein) und dem Buntsandstein-Hardberg in der Mitte
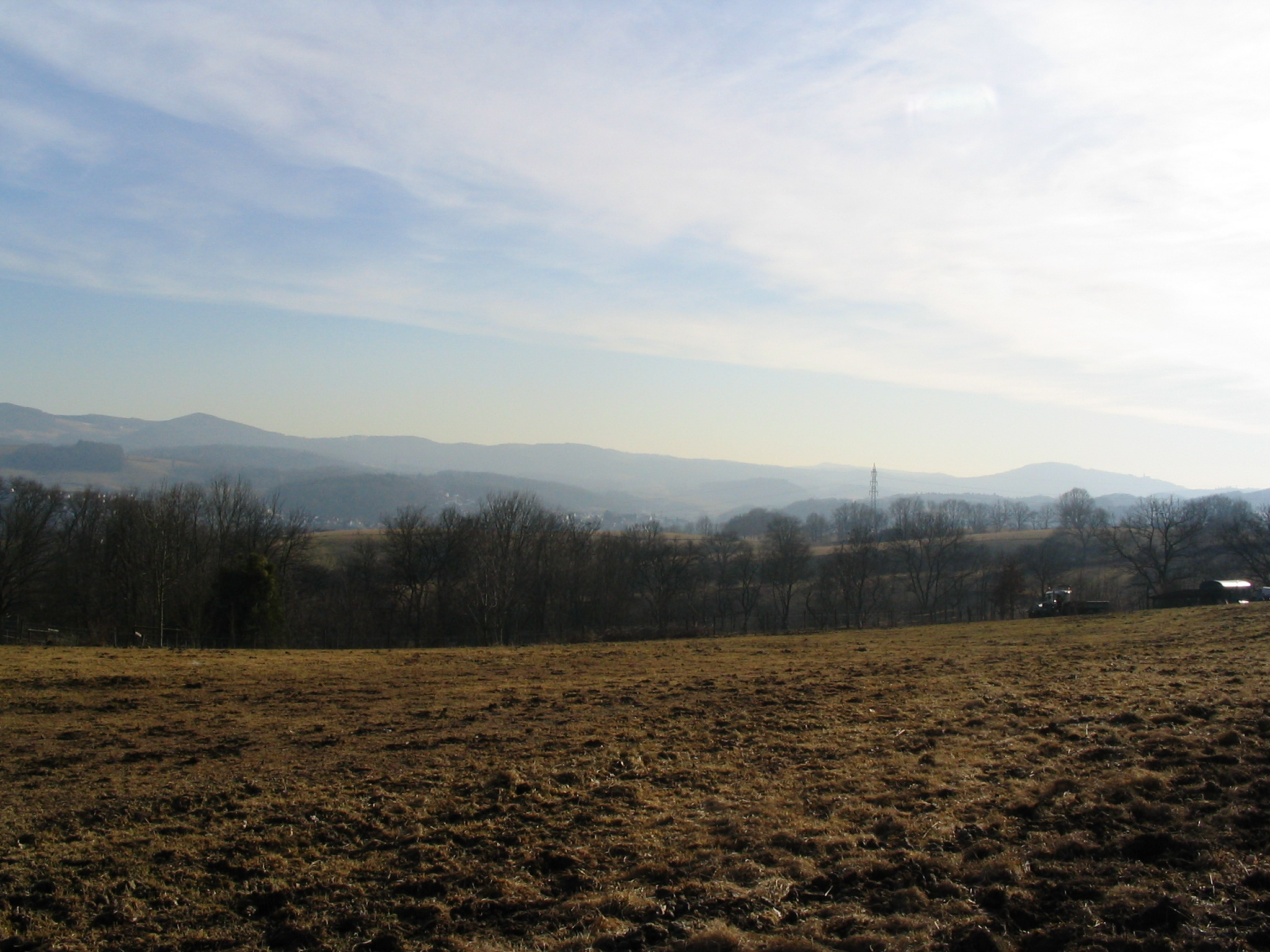
Weschnitzpluton-Höhen (Richtung Weinheim) mit Trommgranit-Granodiorit-Rücken (Götzenstein) bis zum Wachenberg (Rhyolith)
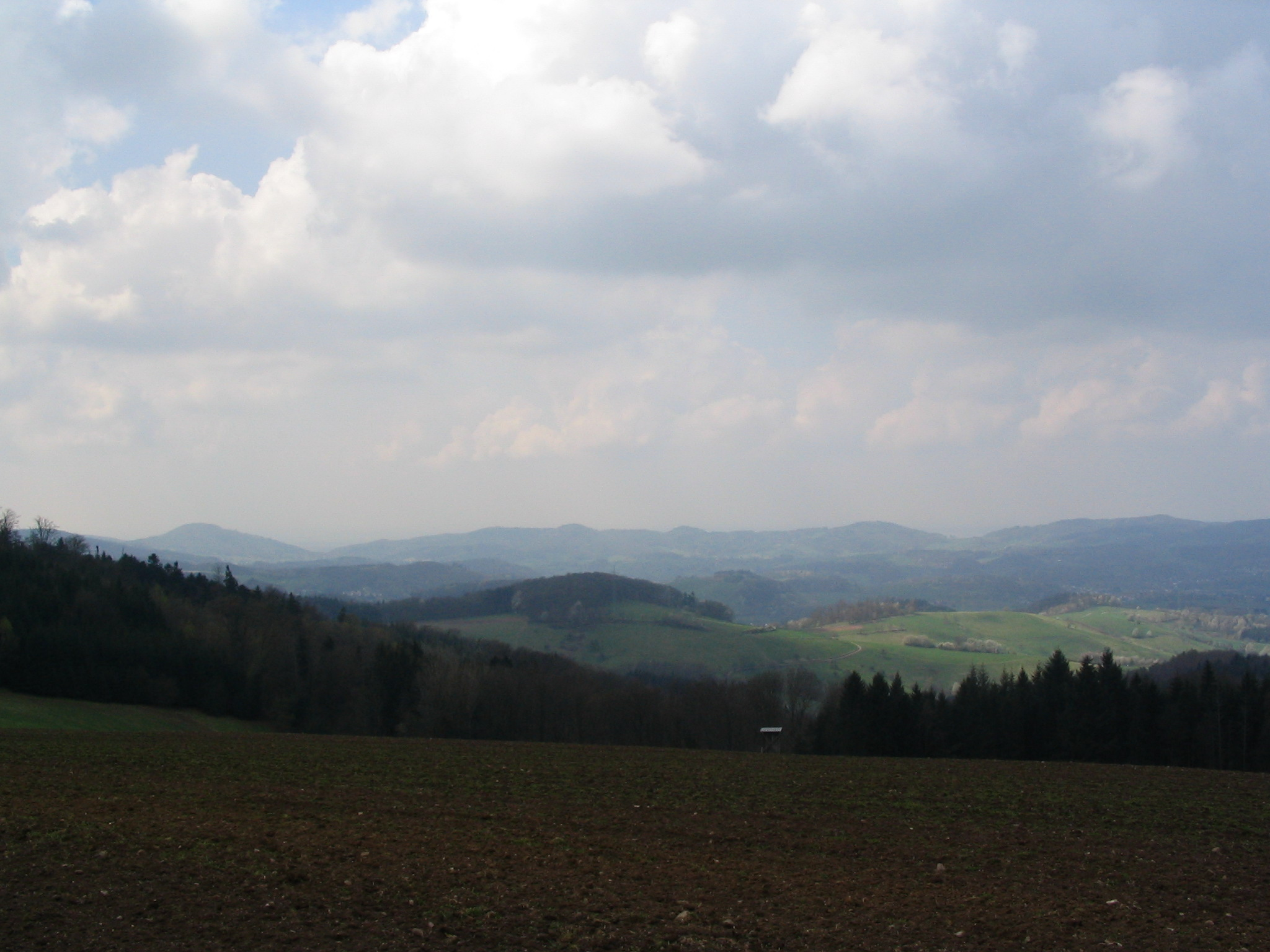
Südwestliche Weschnitzpluton-Region von der Tromm (Auf der Lehen) aus. Hintergrund: Wachenberg (links) bis Kreuz-Berg (rechts). Vordergrund: mit G2-Scherben übersäter Acker (Durchtrümmerung des Trommgranits), dahinter Hügel der Trommgranit-Gneis-Mischzone zwischen Mörlenbach und Stallenkandel
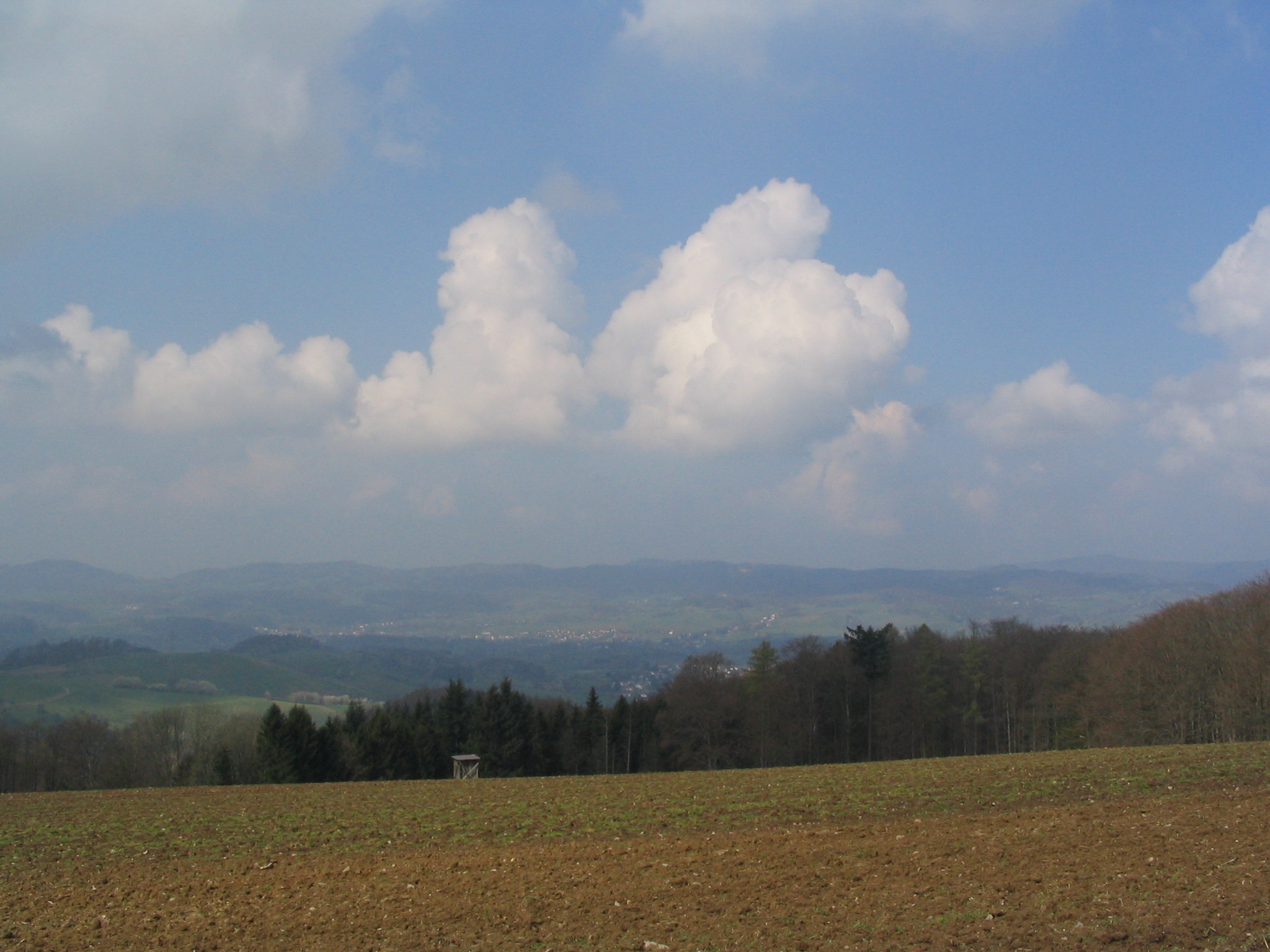
Blick von der Tromm (Auf der Lehen) nach Westen: über den Trommgranit-Hang und das Weschnitztal zum Weschnitzpluton-Bergrücken der Juhöhe (Kreuz-Berg bis Steigkopf)
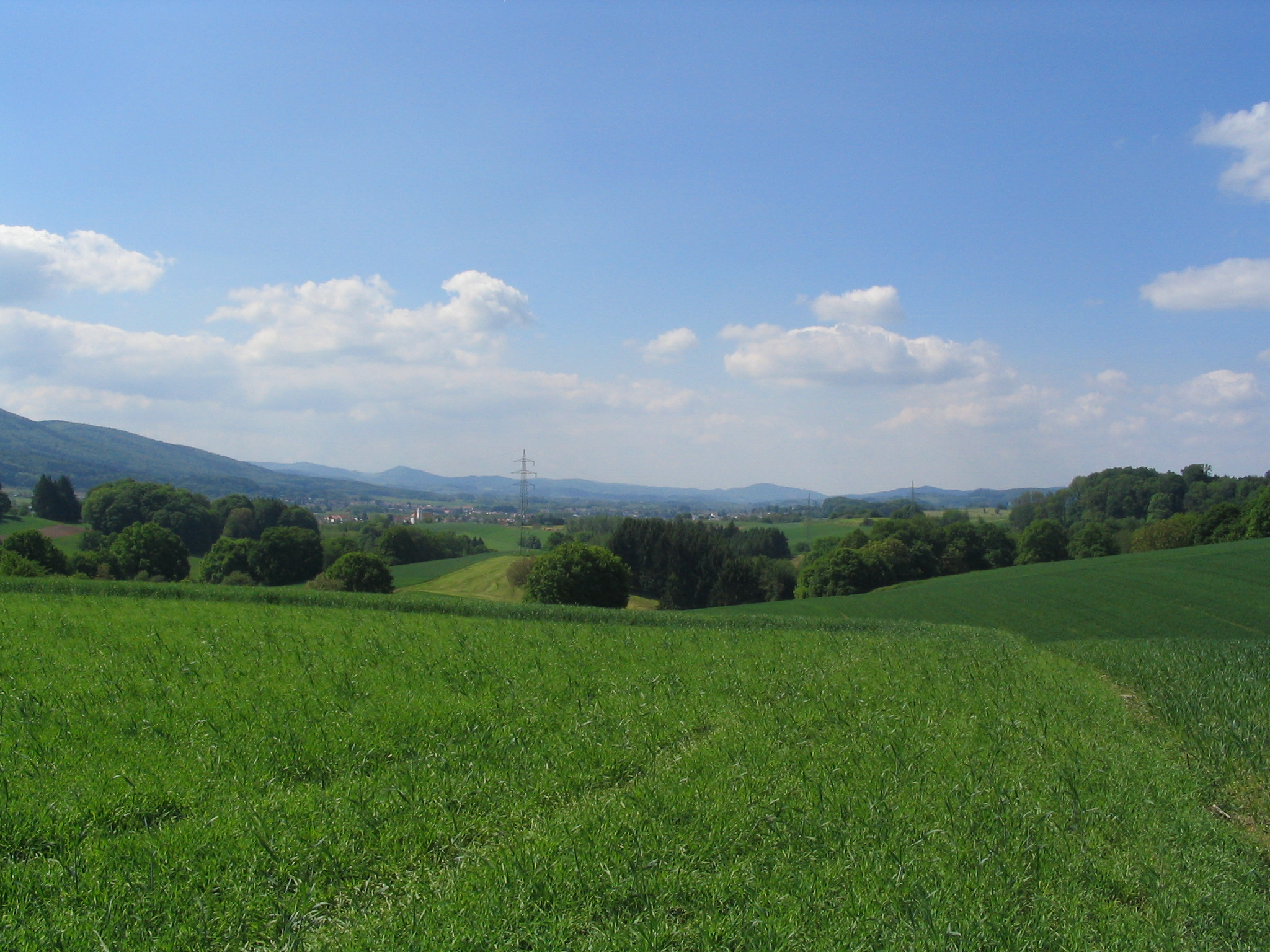
Trommgranit und Weschnitzpluton-Gebiete vom Gumpener Kreuz aus: links bis Mitte rechts die Tromm-Wachenberg-Kette, rechts im Hintergrund der Juhöhe-Hirschkopf-Gebirgszug

Vom variszischen Weschnitzpluton-Massiv blieb also nur der westliche Gebirgszug und eine durch die Bäche erodierte breite hügelige Wanne übrig. Eiszeitliche (diluviale) und nacheiszeitliche (alluviale) Gehängelehme und Lössablagerungen kleideten die Landschaft aus und schufen so die abgerundeten Formen (s. Galerie), die im weiträumigen Einzugsgebiet der Weschnitz landschaftsbestimmend sind:
- Die Quellen der rechten Nebenflüsse Krumbach, Schlierbach, Linnenbach, Lörzenbach liegen in den nördlich anschließenden Schiefer-Diorit-Gabbro-Granit-Ketten (Krehberg, Lindenfels).
- (Albersbach[23]), (Groß-Breitenbach), Bonsweiherer Ederbach und Liebersbach zertalten den westlichen Juhöhe-Hirschkopf-Rücken.
- Die von Osten kommenden Bäche (Brombach), Kröckelbach, Steinbach, (Fahrenbach), (Rimbach), (Münschbach), Zotzenbach, Mörlenbach, Mumbach, Schimbach, Hornbach, Kallstädter Bach schnitten sich in die Hänge des Trommgranits bzw. der Mischzone ein.
- Die Weschnitz verband sich erst durch rückschreitende Erosion (zwischen Brombach und Leberbach) mit ihrem heutigen Oberlauf, der von der Quelle bei Hammelbach bis zum Dorf Weschnitz das Gebirge in nördlicher Richtung an der Grenze der Buntsandsteinstufe (im Osten) und der Zwischenzone (im Westen) durchquert. Ursprünglich folgte dieses Bächlein seinem alten Lauf nach Norden, ins Ostertal.[24][25]

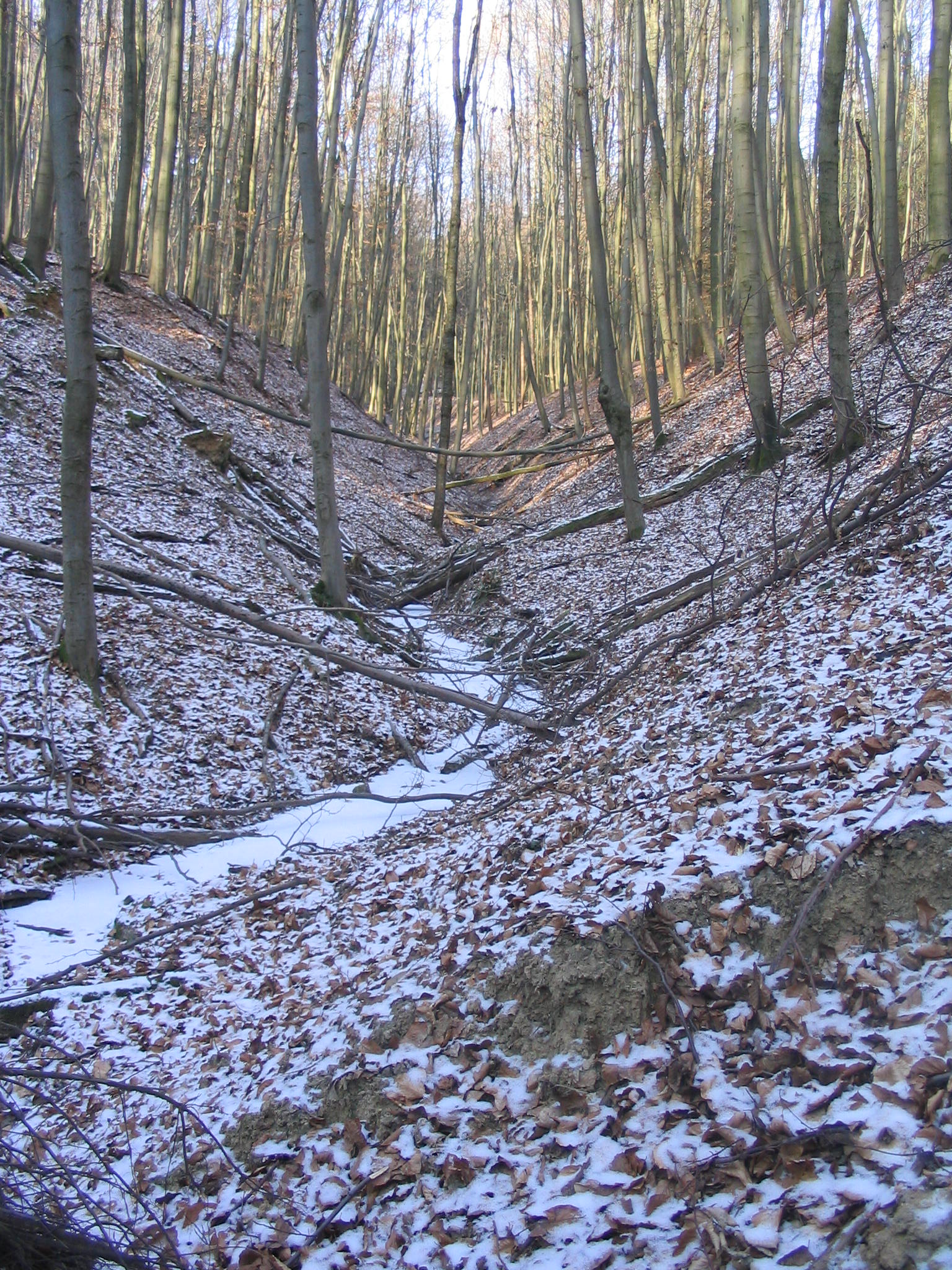
Kerbtalerosion im Granodiorit bei Klein-Breitenbach: Quellgebiet des Kleinbreitenbachs am Westhang der Anhöhe Taschengrube (297 m).
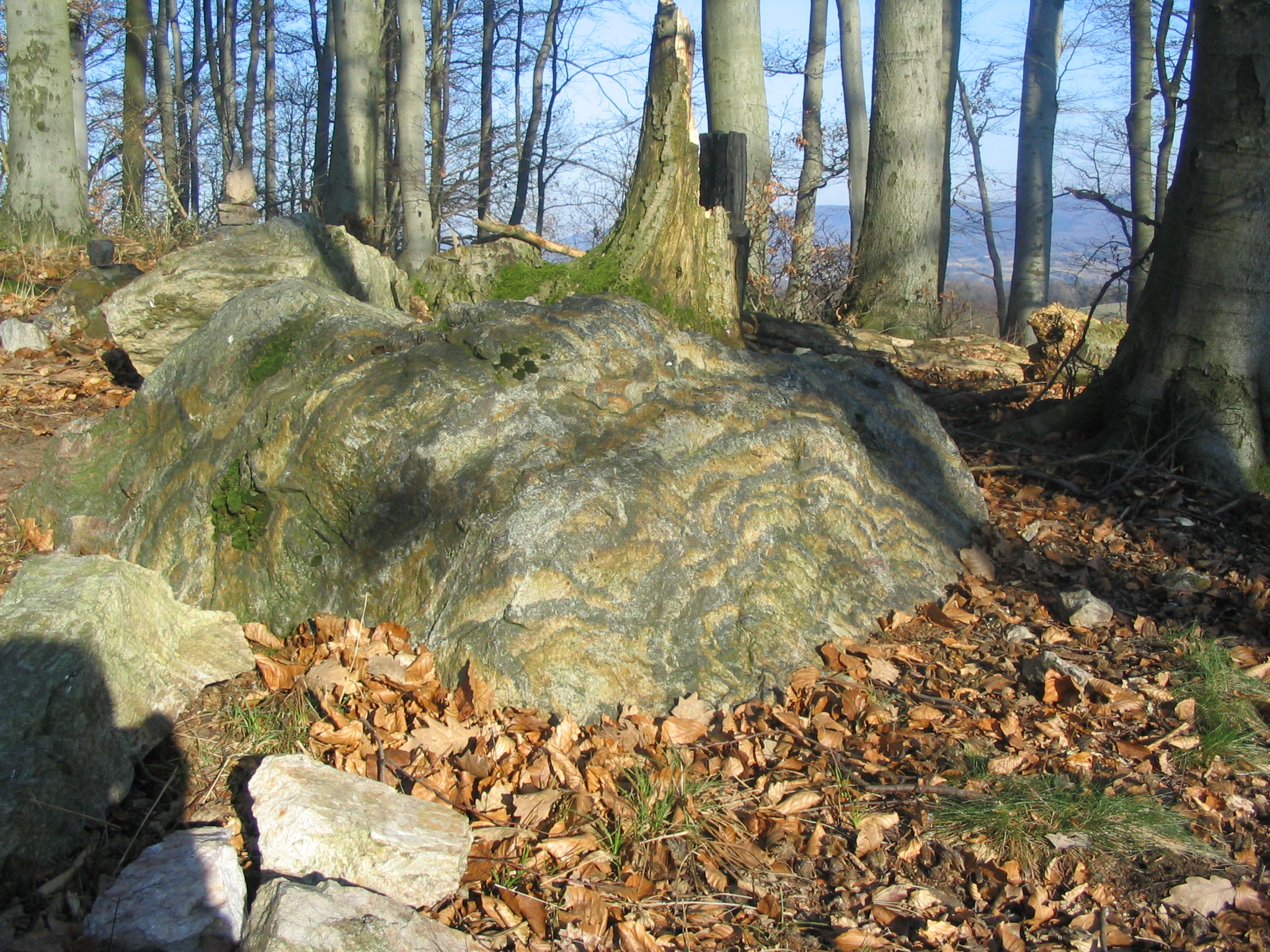
Durch Kupfer-, Mangan- und Eisenbeimengungen braun-schwarz-grau gebänderte Baryt-Quarzblöcke des Hinkelsteins zwischen Ober-Liebersbach und Balzenbach.
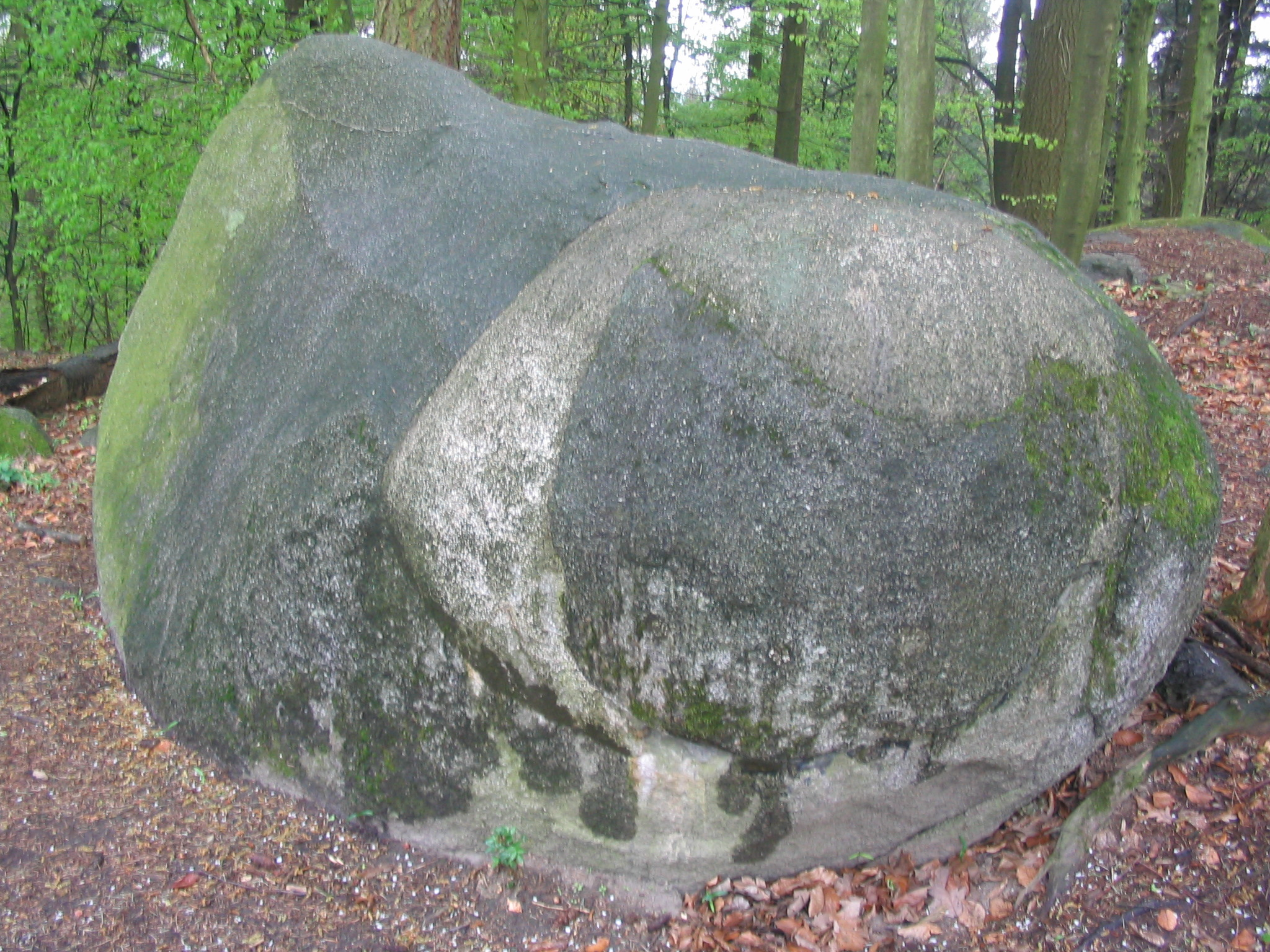
Der Granodiorit-Fels Stennen Ros in Form eines liegenden Pferdes am Osthang des Kreuz-Berges (zwischen Hemsbach und Balzenbach) ist bereits 805 in einer Urkunde aus der Karolingerzeit als Grenzmarke erwähnt.
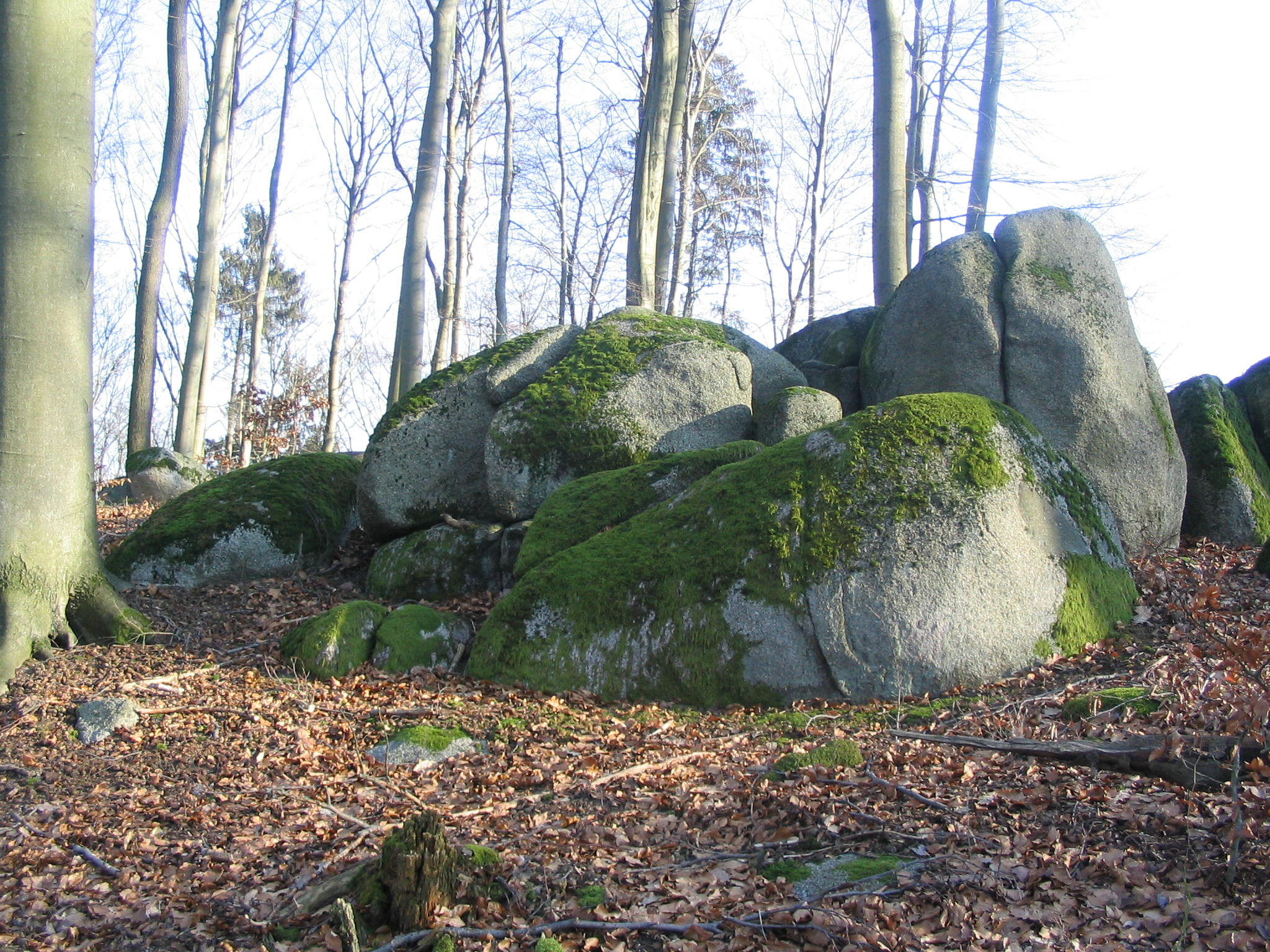
Nach einer lokalen Variante der Sage vom Rodensteiner stürzte die Hundemeute, die den Geisterreiter bei seiner wilden Jagd durch die Lüfte begleitete, über der Juhöhe ab. Nur die versteinerten Köpfe ragen noch aus dem Boden.
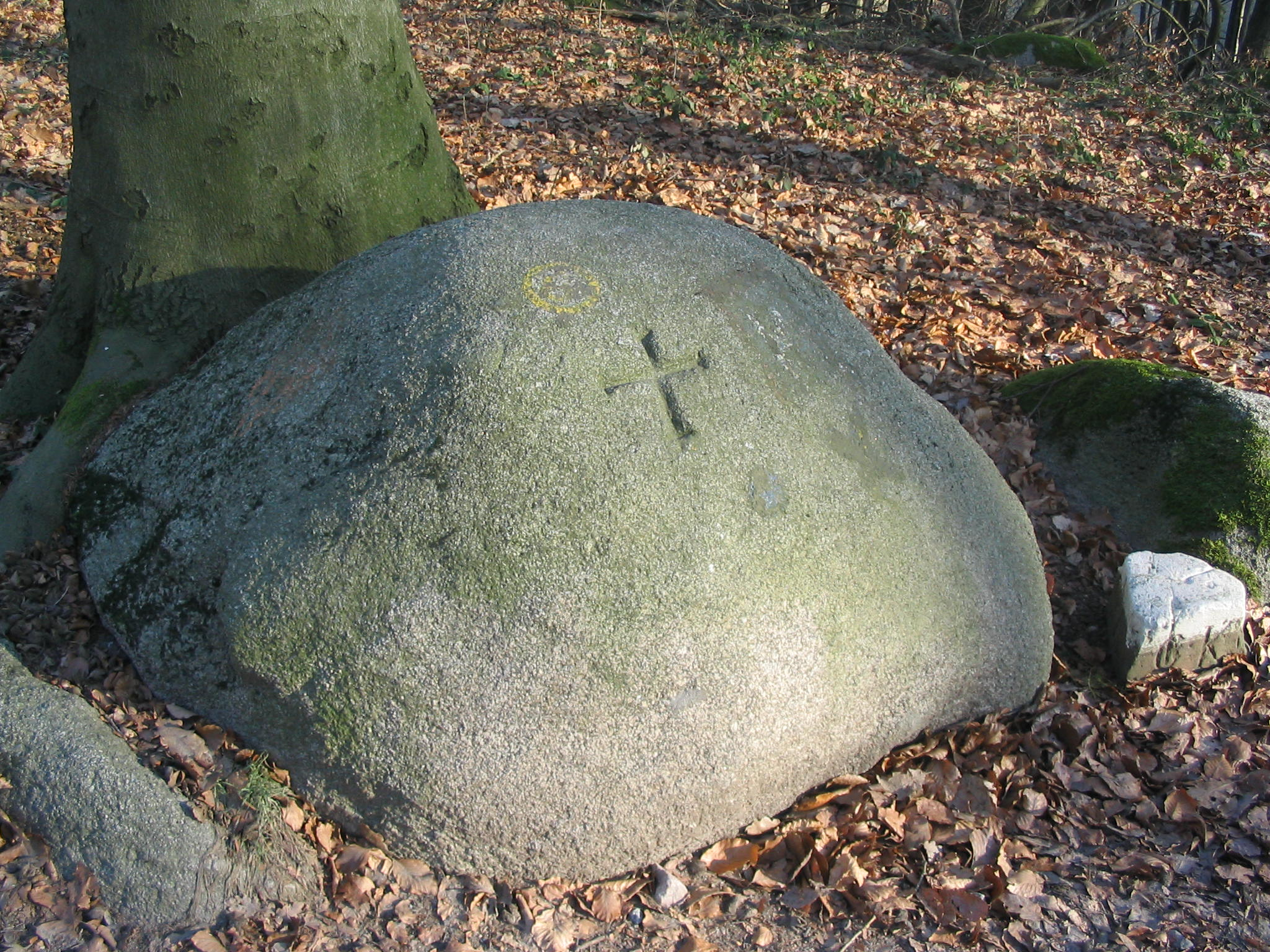
Granitblöcke mit eingehauenen Kreuzen am Höhenweg zum Kreiswald wurden früher als Lagersteine (=Grenzsteine) genutzt.
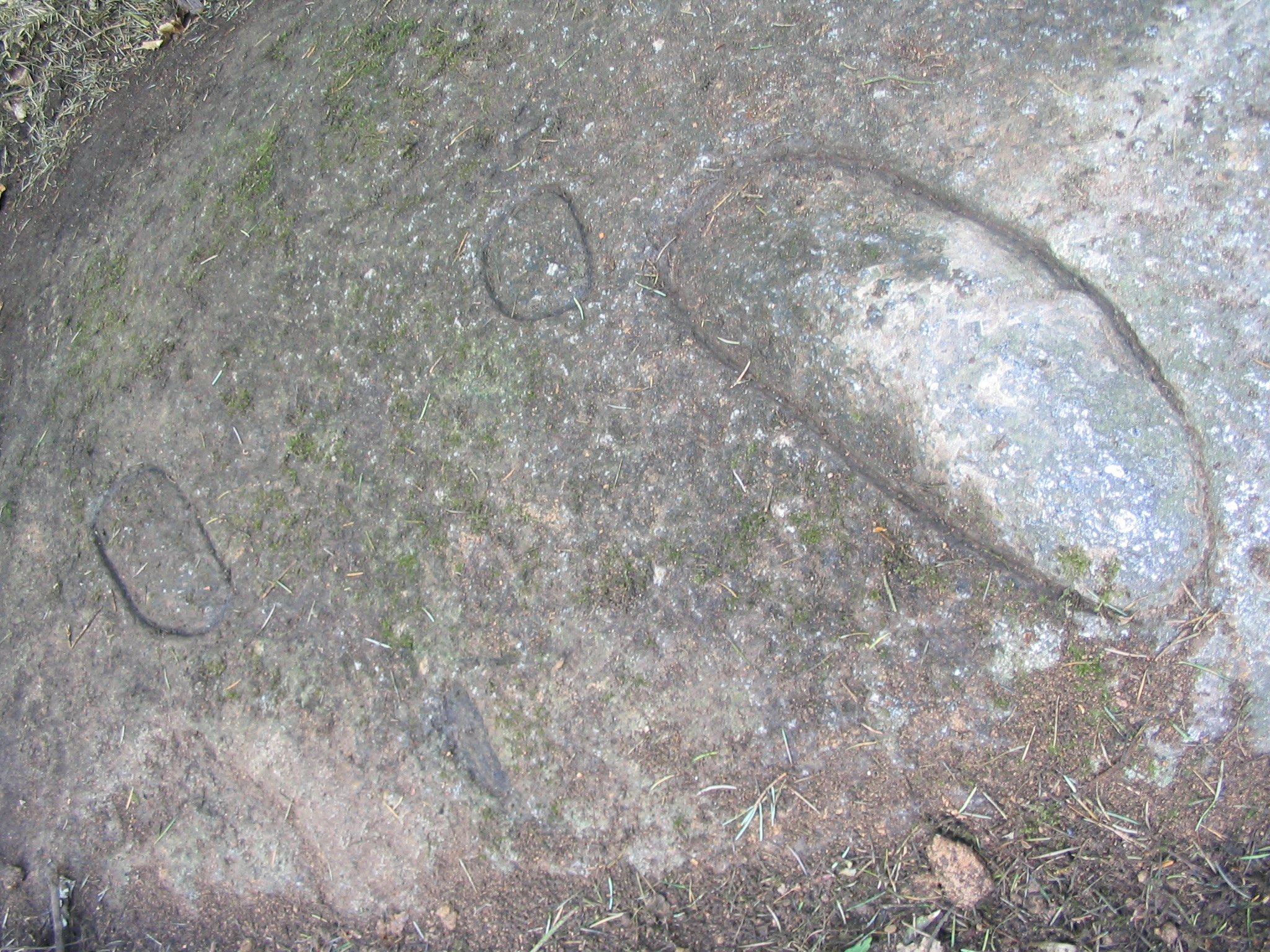
Ovale, brotlaibförmige Einritzungen gaben einem Felsen nördlich des Hirschkopf-Turms bei Weinheim den Namen Batzenbrotstein. Unter der Bezeichnung Hölzerlips-Stein erinnert er angeblich an einen Mord der Räuberbande an dieser Stelle.

## Naturdenkmäler im Weschnitzpluton
1. Granodioritblockformationen
- Bügeleisen am Wald-Erlenbacher Hang des Höhnberges (375 m) im Juhöhe-Komplex. etwa 1 km nordwestlich des Parkplatzes Kreiswald (Felsklippenwanderung: Rundweg 10) bzw. südwestlich des Parkplatzes Wald-Erlenbach
- Opfersteine auf der Juhöhe (Bodenwald, 361 m über NN) am Weg zum Kreiswald (ca. 1 km vom Parkplatz Frauenhecke entfernt)
- Walfisch am Höhnberg südöstlich von Kirschhausen etwa 800 m nördlich des Parkplatzes Kreiswald (Objekt-Nr. 431.11-42 der Liste der Naturdenkmale des Kreises Bergstraße)
- Kleines Felsenmeer etwa 600 m nordöstlich des Parkplatzes Hölzerne Hand auf der Juhöhe (Nr. 431.11-91)
- Pfalzgrafenstein 150 m südwestlich der Burg Lindenfels (Nr. 431.15-42)
- Felsklippe 230 m nördlich des Krehberg-Sendeturms bei Seidenbuch etwa 800 m nordöstlich des Parkplatzes Schannenbacher Eck (Nr. 431.15-62)
- Stennen Ros in Gestalt eines Pferdes etwa 800 m nördlich des Parkplatzes Schaumesklingel östlich von Hemsbach[26]
- Lagerstein: Granodioritblock mit einem eingehauenen Kreuz zur Grenzmarkierung auf der Juhöhe (Bodenwald, 361 m über NN) am Weg zum Kreiswald
- ehemaliger Steinbruch am Saukopf bei Weinheim[27]

2. Ganggesteine im Granodiorit
- Vogesitklotz in Kirschhausen (Nr. 431.11-24)[28]
- wegen der Mineralbeimengungen schwarz-braun gebänderte Baryt-Quarzblöcke des Hinkelstein zwischen Ober-Liebersbach und Balzenbach[29]

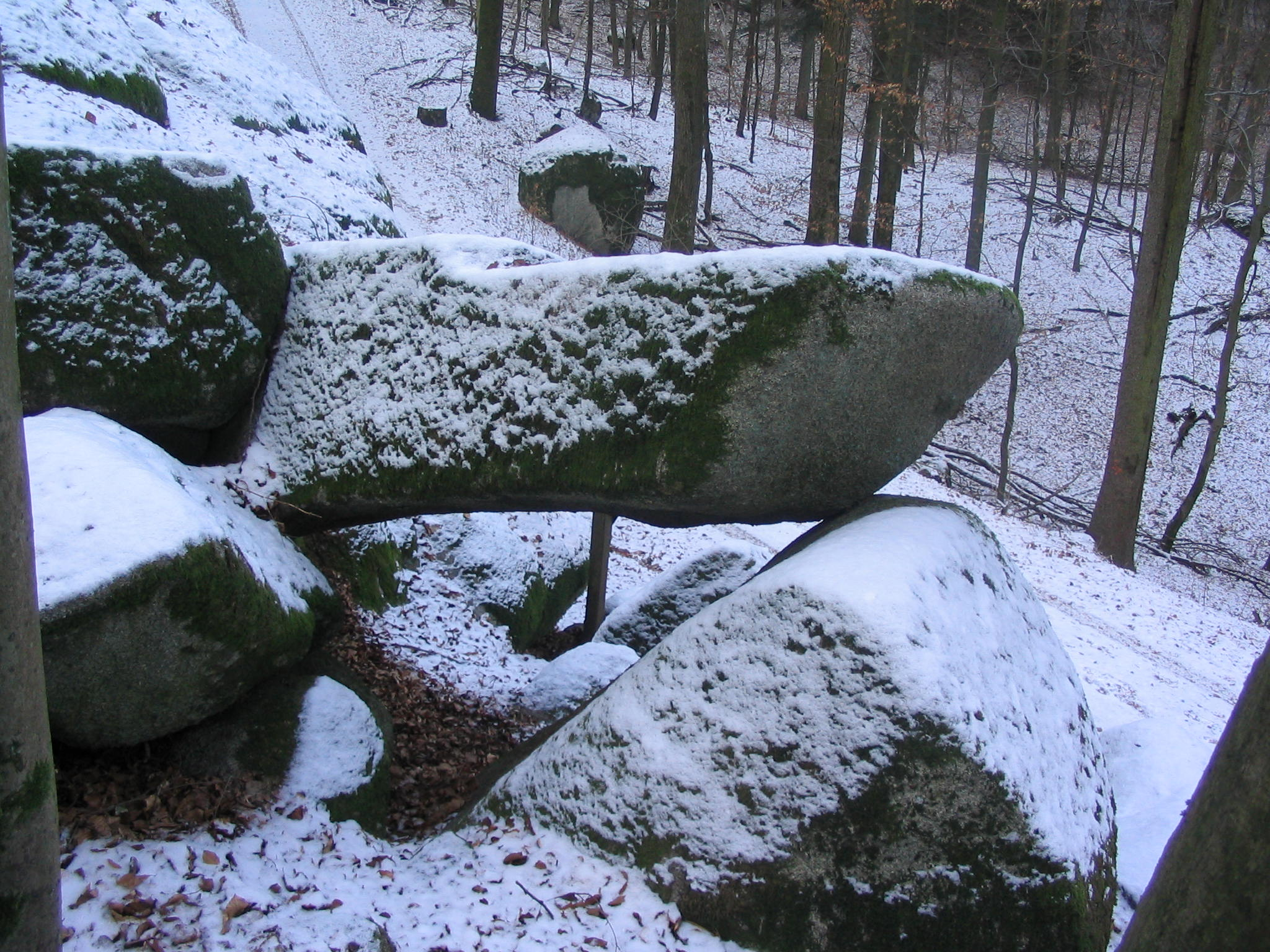
Granodioritfelsformation, genannt Bügeleisen, am Wald-Erlenbacher Hang des Höhnberges (Juhöhe-Komplex)
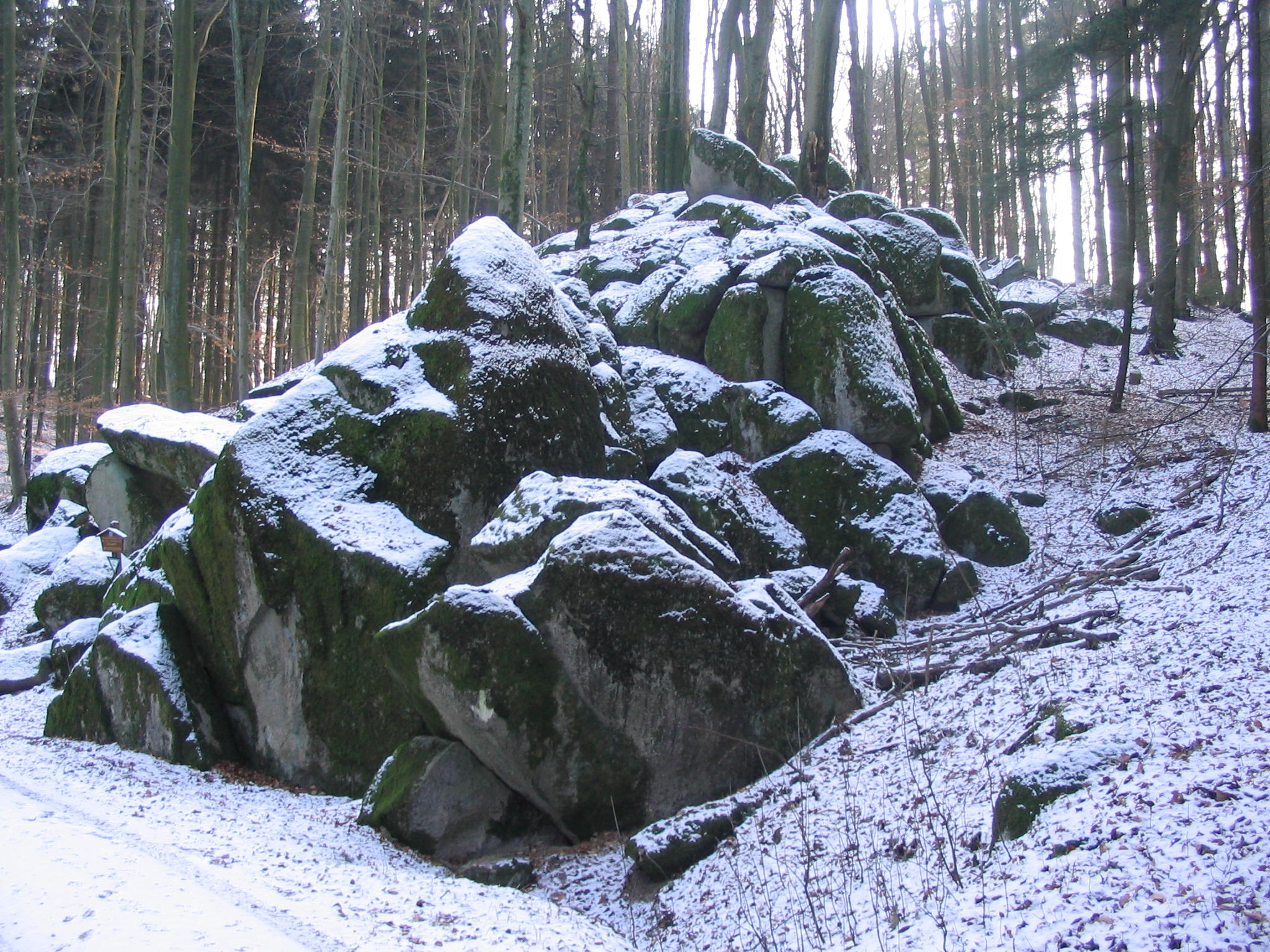
Granodioritfelsburg (Bügeleisengruppe) am Wald-Erlenbacher Hang des Höhnberges (375 m)
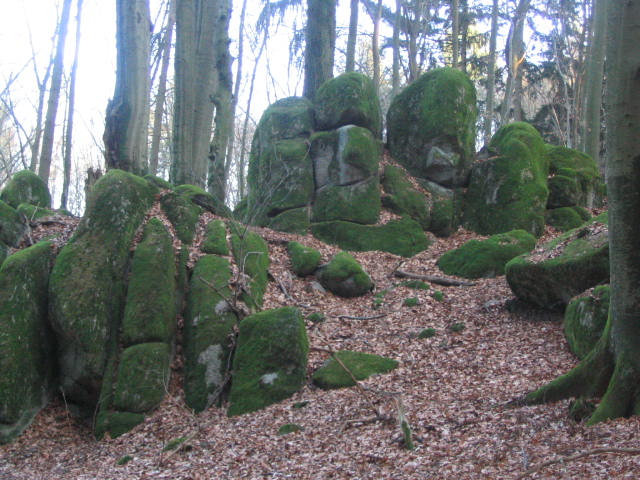
Granodioritfelsformation am Höhnberg mit typischen Verwitterungsmerkmalen (Spaltenbildung, Wollsackverwitterung, Vergrusung)
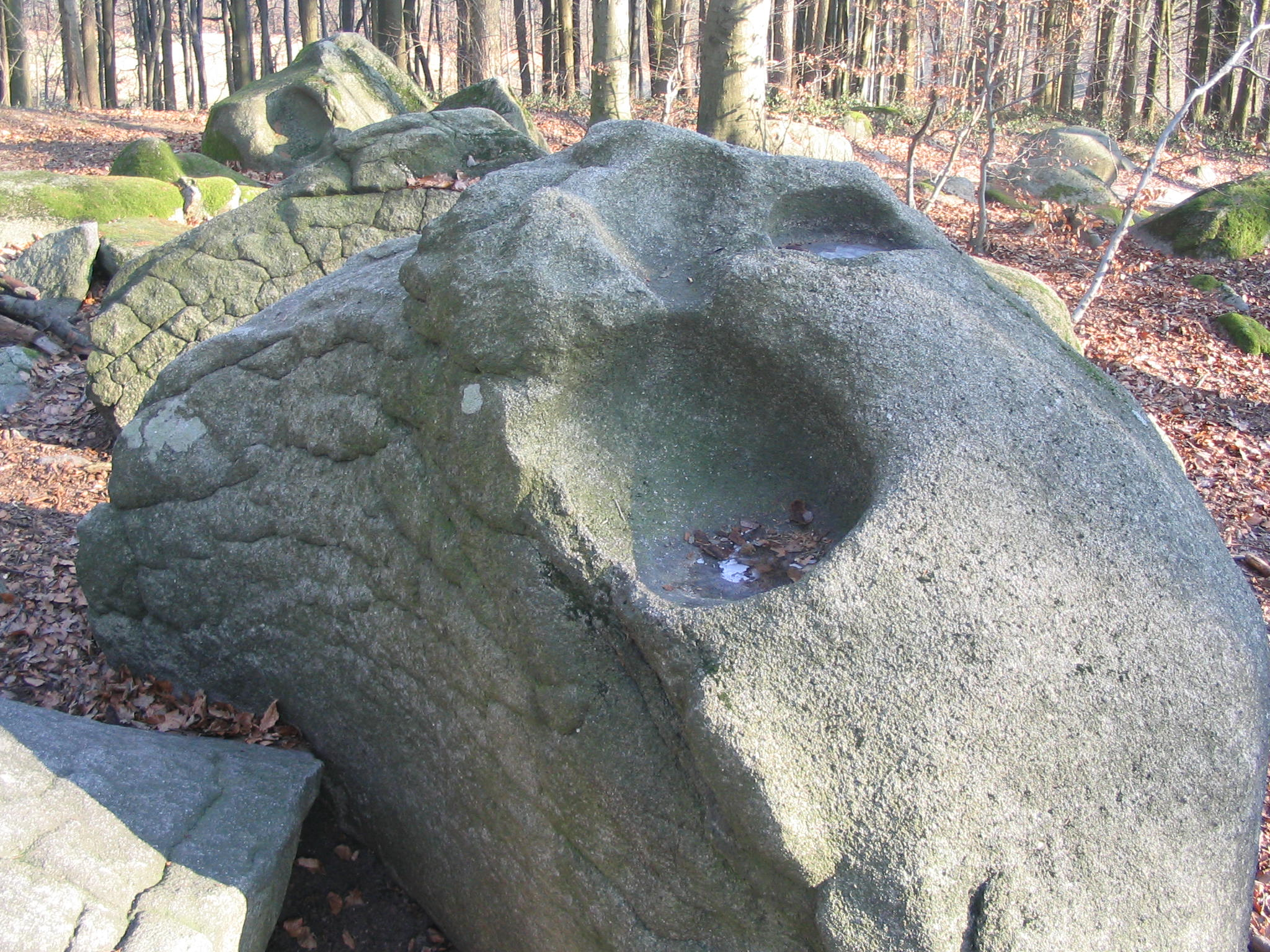
Die Opfersteine sind Granodioritfelsen mit erodierten schüsselförmigen Aushöhlungen, die zur phantasievollen Geschichte anregten, in die Schalen hätten die Menschen Opfergaben gelegt.
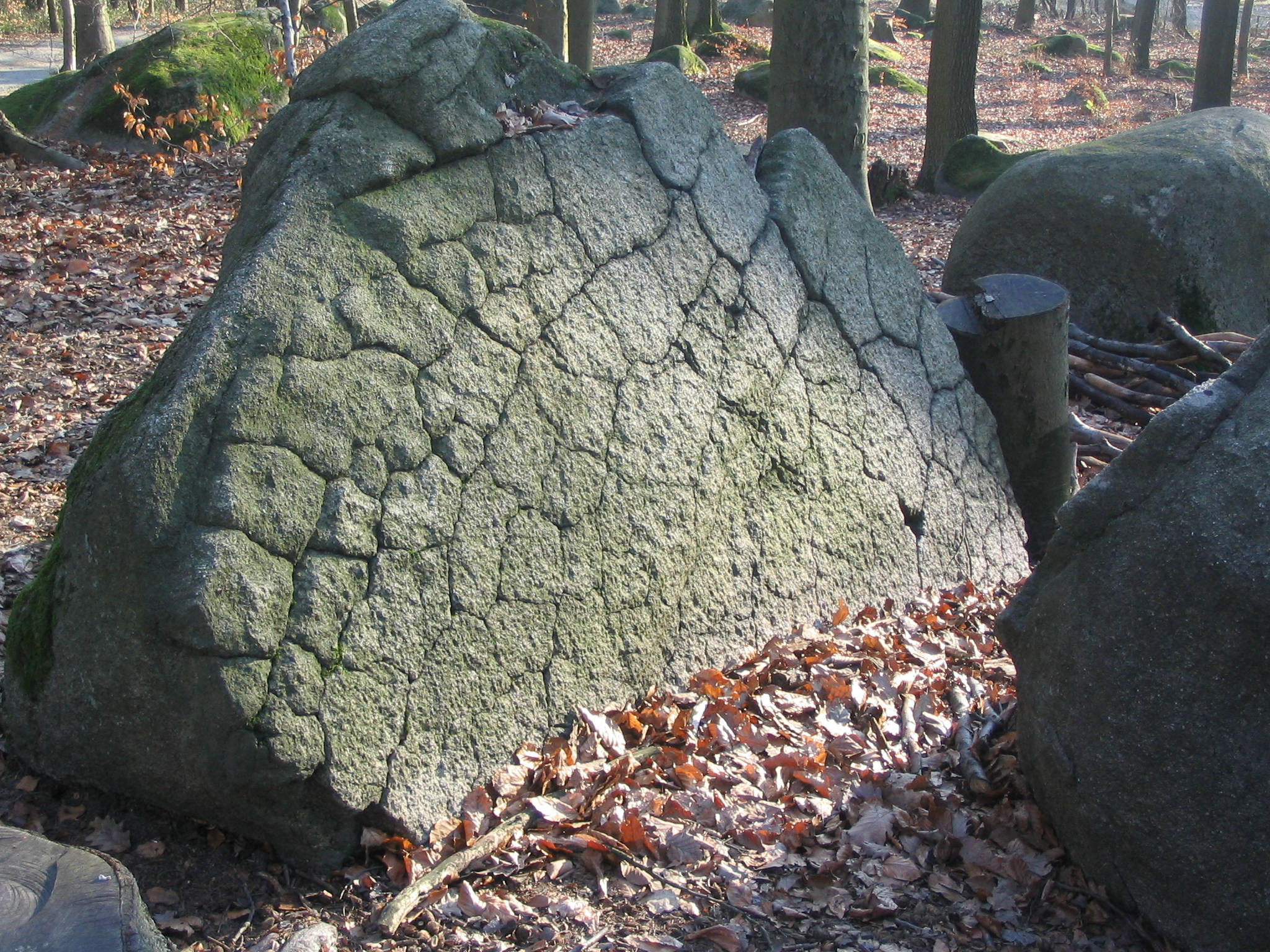
Ein Fels aus der Opfersteine-Gruppe auf der Juhöhe. Der Sage nach sind die Verwitterungsrisse die Kratzspuren des Teufels.
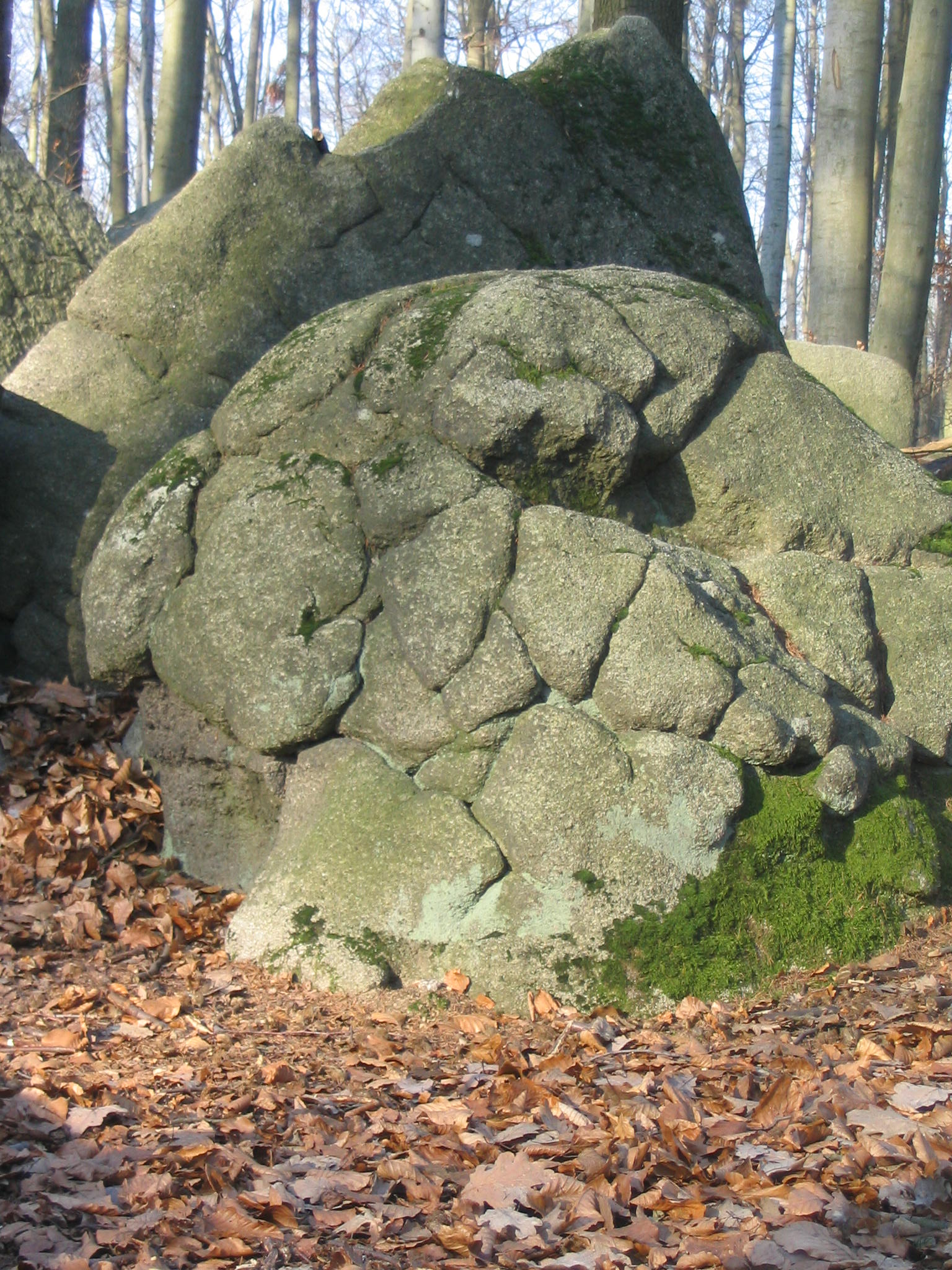
Granodiorit-Felsen des Weschnitzplutons mit Wollsack-Verwitterungsspuren. (Opfersteine-Gruppe auf der Juhöhe)

## Karten und Profile

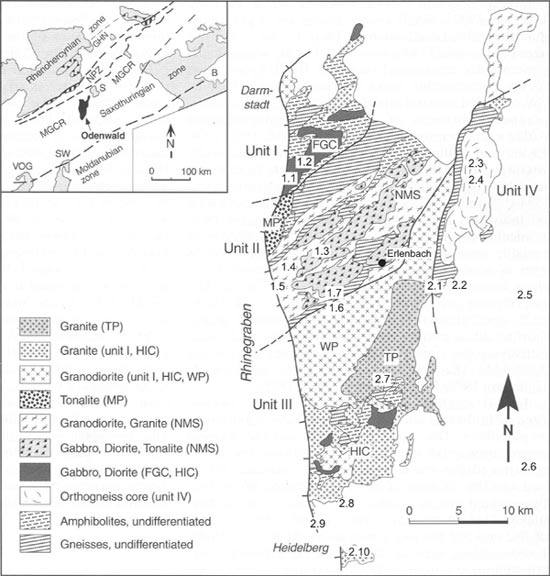
Geologische Karte des Odenwald-Kristallins (aus: Altherr, 1999)
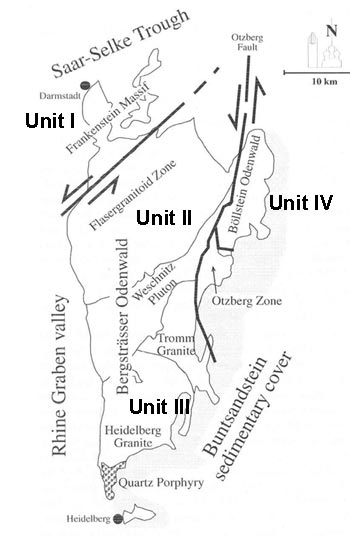
Geologische Karte des Odenwald-Kristallins (aus: Stein, 2001)
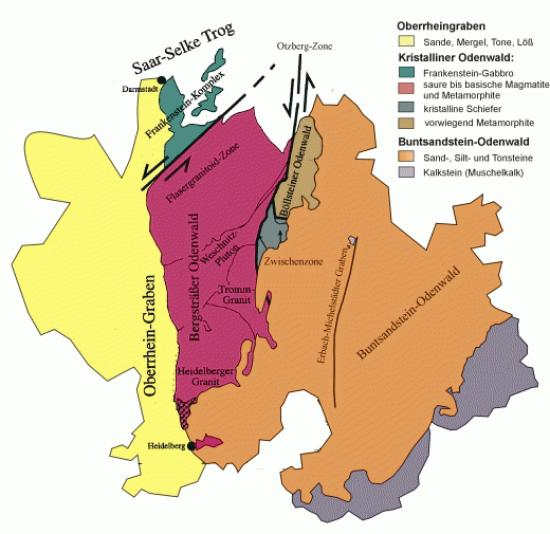
Geologische Karte des Odenwaldes (Stein, 2001 + Weber, Geo-Naturpark)
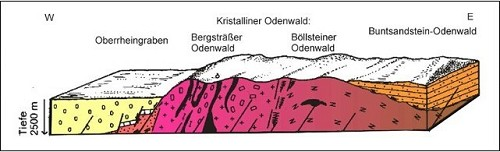
Geologisches Profil des Odenwaldes (Geo-Naturpark)
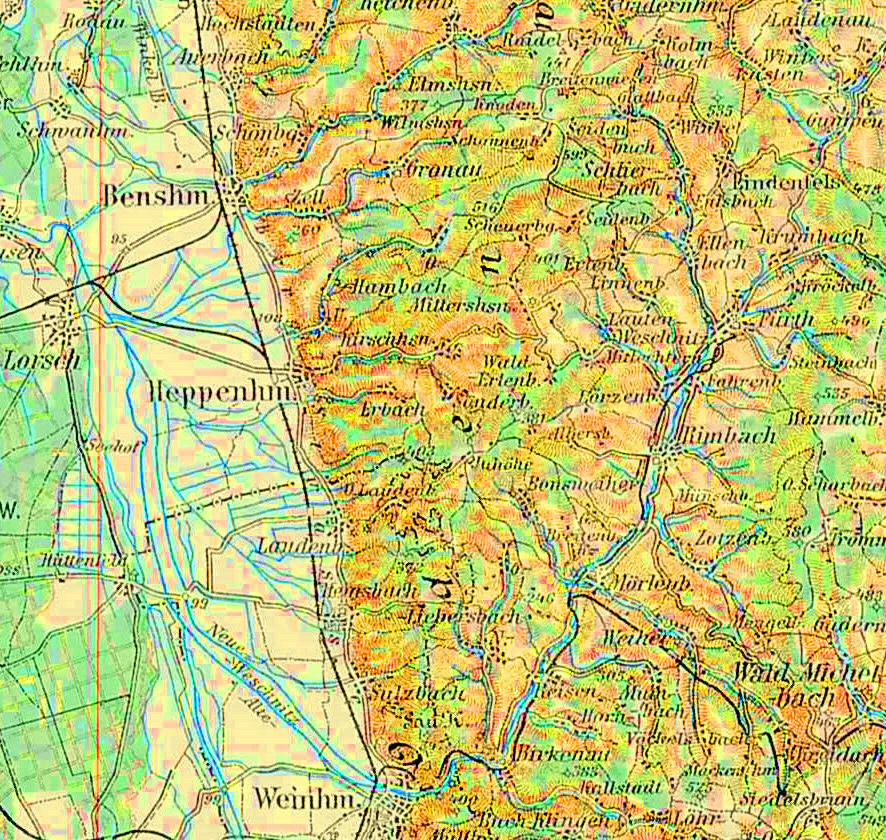
Landkarte (1914) der Gebiete des Weschnitzplutons und des Trommgranits. Weitere kartographische Darstellungen und Luftaufnahmen der Region: Landesgeschichtliches Informationssystem Hessen (LAGIS).